# Prabumulih
Prabumulih è una città dell'Indonesia, situata nella provincia di Sumatra Meridionale.